# Elisa Ferreira
Elisa Maria da Costa Guimarães Ferreira (Porto, 17 de octubre de 1955) es una economista y política portuguesa, vicegobernadora del Banco de Portugal desde 2017. Fue diputada en el Parlamento Europeo entre 2004 y 2016. Anteriormente estuvo al frente de los ministerios de Medio Ambiente (1995-1999) y de Obras Públicas (1999-2001) durante los gobiernos de António Guterres.
Desde diciembre de 2019 hace parte de la Comisión Von der Leyen donde dirige la cartera de Cohesión y Reformas.

## Biografía
Nació el 17 de octubre de 1955 en Oporto. Se licenció en Economía por la Universidad de Oporto en 1977; posteriormente amplió sus estudios con un título de máster en la Universidad de Reading en 1981, doctorándose en Economía en el mismo centro en 1985.

## Trayectoria profesional
Ferreira ejerció de ministra de Medio Ambiente del primer gobierno de Portugal presidido por António Guterres, entre 1995 y 1999. Posteriormente ejerció de ministra de Obras Públicas en el segundo gobierno Guterres constituido en octubre de 1999. Fue Diputada en la Asamblea de la República por el Partido Socialista (PS) tras las elecciones legislativas de 2002.
Fue candidata a la presidencia de la Cámara Municipal de Oporto del PS en las elecciones autárquicas de octubre de 2009, Ferreira, no afiliada entonces al PS (su trayectoria ministerial había sido igualmente como independiente), no llegó a conseguir desbancar al candidato del PSD Rui Rio. Sin embargo, fue nombrada administradora del Banco de Portugal (BdP); en septiembre de 2017 se convirtió en vicegobernadora de la entidad.

### Unión Europea

#### Parlamento Europeo
Ferreira se presentó como candidata a eurodiputada de cara a las elecciones europeas en Portugal de 2004, resultó elegida miembro del Parlamento Europeo, renovando su escaño en las elecciones de junio de 2009.
Renovó por un tercer mandato como eurodiputada en las elecciones de 2014, causando baja en 2016.

#### Comisión Europea
En diciembre de 2019 entró en funciones la Comisión Von der Leyen, en la que Ferreira ocupa la  cartera de Cohesión y Reformas. El mes siguiente, la portuguesa presentó ante el Parlamento de Estrasburgo las iniciativas para un “Fondo de Transición Justa y un Plan de Inversiones Sostenibles para Europa”. El objetivo principal es movilizar un billón de euros con vistas a lograr un continente neutro en emisiones de carbono en 2050, en el marco del Pacto Verde Europeo.
A mediados de marzo de 2020, tras la pandemia de enfermedad por coronavirus en Europa, Ferreira envió cartas a todos los Estados miembros de la Unión Europea para informarles sobre el apoyo individual que pueden recibir en virtud de la Iniciativa de Inversión de Respuesta Coronavirus (CRII).

## Condecoraciones
- Gran Cruz de la Orden Militar de Cristo (2005)[10]